# Pedinogyra rotabilis
Pedinogyra rotabilis är en snäckart som först beskrevs av Reeve 1852.  Pedinogyra rotabilis ingår i släktet Pedinogyra och familjen Caryodidae. Inga underarter finns listade i Catalogue of Life.